# Sweet Thing (canção de Chaka Khan)
"Sweet Thing" é um single de soul que foi um primeiro hit com Rufus com a participação de Chaka Khan quando eles gravaram a canção em 1975 eventualmente alcançando o número-um nas paradas de R&B e o número cinco na parada pop. A canção foi co-escrita por Khan e o membro da banda Rufus Tony Maiden e se tornou a canção assinatura da banda e de Khan.
18 anos depois, em 1993, a canção foi regravada pela cantora de R&B Mary J. Blige, cuja versão cover nota-por-nota reacendeu em um hit nas 40 melhores em ambos os lados por uma segunda vez alcançando o número vinte e oito nas paradas pop e o número onze nas paradas de R&B.
Inicialmente Khan não gostou do fato de Blige ter regravado a canção mas eventualmente Khan se tornou amiga de Blige e as duas cantoras cantaram a canção juntas durante um concerto Divas Live da VH1 de 2003.

## Posições nas paradas musicais

### Versão de Rufus featuring Chaka Khan
| Paradas musicais                | Melhor posição |
| ------------------------------- | -------------- |
| U.S. Billboard Hot 100          | 5              |
| U.S. Billboard Hot Soul Singles | 1              |

### Versão de Mary J. Blige
| Paradas musicais                     | Melhor posição |
| ------------------------------------ | -------------- |
| U.S. Billboard Hot 100               | 28             |
| U.S. Billboard Hot R&B/Hip-Hop Songs | 11             |